# Piera
Piera é um município da Espanha na comarca de Anoia, província de Barcelona, comunidade autónoma da Catalunha. Tem 57,11 km² de área e em 2021 tinha 16 411 habitantes (densidade: 287,4 hab./km²).

## Demografia
| Variação demográfica do município entre 1991 e 2004[carece de fontes?] | Variação demográfica do município entre 1991 e 2004[carece de fontes?] | Variação demográfica do município entre 1991 e 2004[carece de fontes?] | Variação demográfica do município entre 1991 e 2004[carece de fontes?] |
| ---------------------------------------------------------------------- | ---------------------------------------------------------------------- | ---------------------------------------------------------------------- | ---------------------------------------------------------------------- |
| 1991                                                                   | 1996                                                                   | 2001                                                                   | 2004                                                                   |
| 6013                                                                   | 7574                                                                   | 10048                                                                  | 11452                                                                  |